# Esfuerzo interno

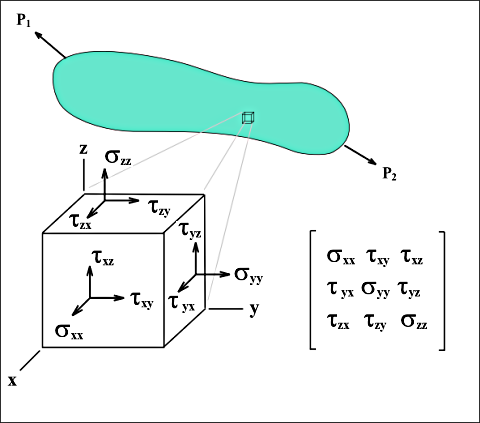
Representación gráfica de las tensiones o componentes del tensor tensión en un punto de un cuerpo.

En ingeniería estructural, los esfuerzos mecánicos o esfuerzos de sección son magnitudes físicas con unidades de fuerza sobre área utilizadas en el cálculo de piezas prismáticas como vigas o pilares y también en el cálculo de placas y láminas.

## Definición
Los esfuerzos internos sobre una sección transversal plana de un elemento estructural se definen como un conjunto de fuerzas y momentos estáticamente equivalentes a la distribución de tensiones internas sobre el área de esa sección.
Así, por ejemplo, los esfuerzos sobre una sección transversal plana Σ de una viga es igual a la integral de las tensiones t sobre esa área plana. Normalmente se distingue entre los esfuerzos perpendiculares a la sección de la viga (o espesor de la placa o lámina) y los tangentes a la sección de la viga (o superficie de la placa o lámina):
- Esfuerzo normal (normal o perpendicular al plano considerado), es el que viene dado por la resultante de tensiones normales σ, es decir, perpendiculares, al área para la cual pretendemos determinar el esfuerzo normal.
- Esfuerzo cortante (tangencial al plano considerado), es el que viene dado por la resultante de tensiones cortantes τ, es decir, tangenciales, al área para la cual pretendemos determinar el esfuerzo cortantes.

## Esfuerzos de sección en vigas y pilares
Para un prisma mecánico o elemento unidimensional los esfuerzos se designan como:
- Esfuerzo normal (Nx)
- Esfuerzo cortante total (V, T o Q)
  - Esfuerzo cortante según Y (Vy)
  - Esfuerzo cortante según Z (Vz)

Dado un sistema de ejes ortogonales, en que el eje X coincide con el eje baricéntrico de un elemento unidimensional con sección transversal {\displaystyle \scriptstyle \Sigma } uniforme, los anteriores esfuerzos son las resultantes de las tensiones sobre cada sección transversal:

{\displaystyle N_{x}(x)=\int _{\Sigma }\sigma _{x}\ dA,\qquad T_{y}(x)=\int _{\Sigma }\tau _{xy}\ dA,\qquad T_{z}(x)=\int _{\Sigma }\tau _{xz}\ dA}

Es común también denominar esfuerzos a:
- Momento torsor (Mx)
- Momento flector {\displaystyle \left(M_{f}={\sqrt {M_{z}^{2}+M_{y}^{2}}}\right)}
  - Momento flector según Z (Mz)
  - Momento flector según Y (My)
- Bimomento (Bω)

{\displaystyle M_{x}(x)=\int _{\Sigma }(\tau _{xz}y-\tau _{xy}z)\ dA,\qquad M_{y}(x)=\int _{\Sigma }z\sigma _{x}\ dA,\qquad M_{z}(x)=\int _{\Sigma }y\sigma _{x}\ dA}
{\displaystyle B_{\omega }(x)=\int _{\Sigma }\omega (y,z)\sigma _{x}\ dA}

Donde {\displaystyle \omega (y,z)\,} es el alabeo seccional de la sección transversal.
Cada uno de estos esfuerzos van asociados a cierto tipo de tensión:
- tensión normal, el esfuerzo normal (tracción o compresión) implica la existencia de tensiones normales σ, pero estas tensiones normales también pueden estar producidas por un momento flector, de acuerdo con la ley de Navier. Los bimomentos también provocan tensiones normales por efecto del alabeo seccional.
- tensión tangencial, por otro lado los esfuerzos cortantes y el momento torsor implican la existencia de tensiones tangenciales τ.

### Cálculo práctico de esfuerzos en prismas
Consideremos la viga o prisma mecánico que se observa en la primera figura y supongamos que se encuentra vinculado al resto de la estructura de forma isoestática. Supondremos también que sobre este prisma actúan fuerzas externas activas en el plano de su eje baricéntrico (o línea recta que uno los baricentros de todas las secciones transversales rectas del prisma).
El primer paso es dividir el rígido en dos bloques más pequeños. Quedan determinados los bloques 1 y 2 de la figura.
 Seguidamente estudiaremos el bloque 1, donde aparecen 2 fuerzas externas reactivas actuando (P1 y P1). Como se puede ver este bloque ahora no se encuentra vinculado isoestáticamente, así que para que pueda quedar en equilibrio deben existir fuerzas que equilibren al mismo. Estas fuerzas son fuerzas reactivas también y corresponden a la acción del bloque 2 sobre el bloque 1. Las fuerzas reactivas del bloque 2 sobre el 1 pueden ser reducidas a una fuerza y un momento actuando sobre el baricentro de la sección recta A. De hecho estas fuerzas y momentos son la fuerza resultante y el momento resultante de la distribución de tensiones sobre el área recta A.
Como estamos tratando el caso especial de fuerzas externas activas actuando sobre el plano del eje baricéntrico, el momento y la fuerza al que se reducen las fuerzas reactivas del bloque 2 sobre el bloque 1, deben de ser una fuerza contenida en dicho plano y un momento perpendicular a mismo plano.
Llamaremos a la fuerza R2-1 del bloque 2 sobre el bloque y al momento lo llamaremos M2-1. La fuerza R2-1 puede descomponerse en una componente vertical y otra horizontal en el plano que se halla contenida. Llamaremos R2-1,y a la fuerza descompuesta en sentido vertical y R2-1,x a la descompuesta en sentido horizontal. Resumiendo tenemos que el sistema de fuerzas en equilibrio que está formado por:
- Las fuerzas activas externas sobre el bloque 1.
- Las fuerzas reactivas P1 y P2.
- Las fuerzas reactivas R2-1,x, R2-1,y y el momento M2-1.

A las fuerzas reactivas R2-1,x, R2-1,y y al momento M2-1 se los conocen como esfuerzos internos. Y representan respectivamente el esfuerzo normal (N = R2-1,x), el esfuerzo de corte (Q = R2-1,y) y el Momento flector (Mf = M2-1).

### Cálculo de tensiones en prismas
En piezas prismáticas sometidas a flexión compuesta (no esviada y sin torsión), el cálculo de las tensiones resulta sencillo si se conocen los esfuerzos internos, para una pieza simétrica en la que el centro de gravedad esté alineado con el centro de cortante y con un canto total suficientemente pequeño comparado con la longitud de la pieza prismática, de tal manera que se pueda aplicar la teoría de Navier-Bernouilli, el tensor tensión de una viga viene dado en función de los esfuerzos internos por:

{\displaystyle [T]_{xyz}={\begin{bmatrix}\sigma _{x}&\tau _{y}&\tau _{z}\\\tau _{y}&0&0\\\tau _{z}&0&0\end{bmatrix}}}

Donde las tensiones normal (σ) y tangencial (τ) pueden determinarse a partir de los esfuerzos internos {\displaystyle N_{x},M_{y},M_{z},T_{y},T_{z}\;}. Si se considera un sistema de ejes principales de inercia sobre la viga, considerada como prisma mecánico, las tensiones asociadas a la extensión, flexión y cortante resultan ser:

{\displaystyle \sigma _{x}={\frac {N_{x}}{A}}+{\frac {M_{y}z}{I_{y}}}-{\frac {M_{z}y}{I_{z}}}\qquad \tau _{y}\approx k_{\sec }{\frac {T_{y}}{A}}\qquad \tau _{z}\approx k_{\sec }{\frac {T_{z}}{A}}}

Donde {\displaystyle k_{\sec }} es el coeficiente que relaciona la Tensión cortante máxima y la tensión cortante promedio de la sección. Un criterio frecuentemente empleado para las vigas metálicas es verificar que en todas las secciones se verifique la siguiente condición:

{\displaystyle \sigma _{\rm {cort}}={\sqrt {\sigma ^{2}+3(\tau _{y}^{2}+\tau _{z}^{2})}}\leq \sigma _{u}}

Siendo {\displaystyle \sigma _{u}\;} la tensión última o tensión admisible normalmente definida en términos del límite elástico del material. Para piezas prismáticas susceptibles de sufrir pandeo el cálculo anterior no conduce a un diseño seguro, ya que en ese caso se subestima la tensión normal susceptible de desarrollarse en la pieza.

## Esfuerzos en placas y láminas
En un elemento bidimensional, parametrizado por dos coordenadas α y β, el número de esfuerzos que deben considerarse es mayor que en elementos unidimensionales:
- Esfuerzos de membrana, según la dirección de la línea coordenada α, {\displaystyle n_{\alpha \alpha },n_{\alpha \beta }\,}, según la dirección de la línea coordenada β, {\displaystyle n_{\beta \beta },n_{\beta \alpha }\,}.
- Esfuerzos cortantes: {\displaystyle v_{\alpha },v_{\beta }\,}
- Esfuerzos de flexión, {\displaystyle m_{\alpha \alpha },m_{\alpha \beta },m_{\beta \beta },m_{\beta \alpha }\,}

### Cálculo de esfuerzos en placas
En una lámina sometida fundamentalmente a flexión en la que se desprecia la deformación por cortante y los esfuerzos de membrana se llama lámina de Love-Kirchhof, los esfuerzos internos se carazterizan por dos momentos flectores {\displaystyle m_{x},m_{y}\;} según dos direcciones mutuamente perpendiculares y un esfuerzo torsor {\displaystyle m_{xy}}. Estos esfuerzos están directamente relacionados con la flecha vertical w(x, y) en cada punto por:

{\displaystyle {\begin{cases}m_{x}=-D\left[{\cfrac {\partial ^{2}w}{\partial x^{2}}}+\nu {\cfrac {\partial ^{2}w}{\partial y^{2}}}\right]&m_{xy}=-D(1-\nu )\left[{\cfrac {\partial ^{2}w}{\partial y\partial x}}\right]\\m_{y}=-D\left[\nu {\cfrac {\partial ^{2}w}{\partial x^{2}}}+{\cfrac {\partial ^{2}w}{\partial y^{2}}}\right]\end{cases}}}

Donde:
{\displaystyle \nu \,}, es el coeficiente de Poisson del material de la placa.
{\displaystyle D=Eh^{3}/12(1-\nu )\;}, es la rigidez en flexión de la placa, siendo:
{\displaystyle E\;} el módulo de Young del material de la placa.
{\displaystyle h\;} es el espesor de la placa.

### Cálculo de tensiones en placas
Las tensiones sobre una placa son directamente calculables a partir de los esfuerzos anteriores:

{\displaystyle {\begin{cases}\sigma _{xx}={\cfrac {12z}{h^{3}}}m_{y}(x,y)&\sigma _{xy}={\cfrac {12z}{h^{3}}}(1-\nu )^{2}m_{xy}(x,y)\\\sigma _{yy}={\cfrac {12z}{h^{3}}}m_{x}(x,y)&\sigma _{xz}=\sigma _{yz}=\sigma _{zz}=0\end{cases}}}